# Ley sobre las Lenguas Oficiales

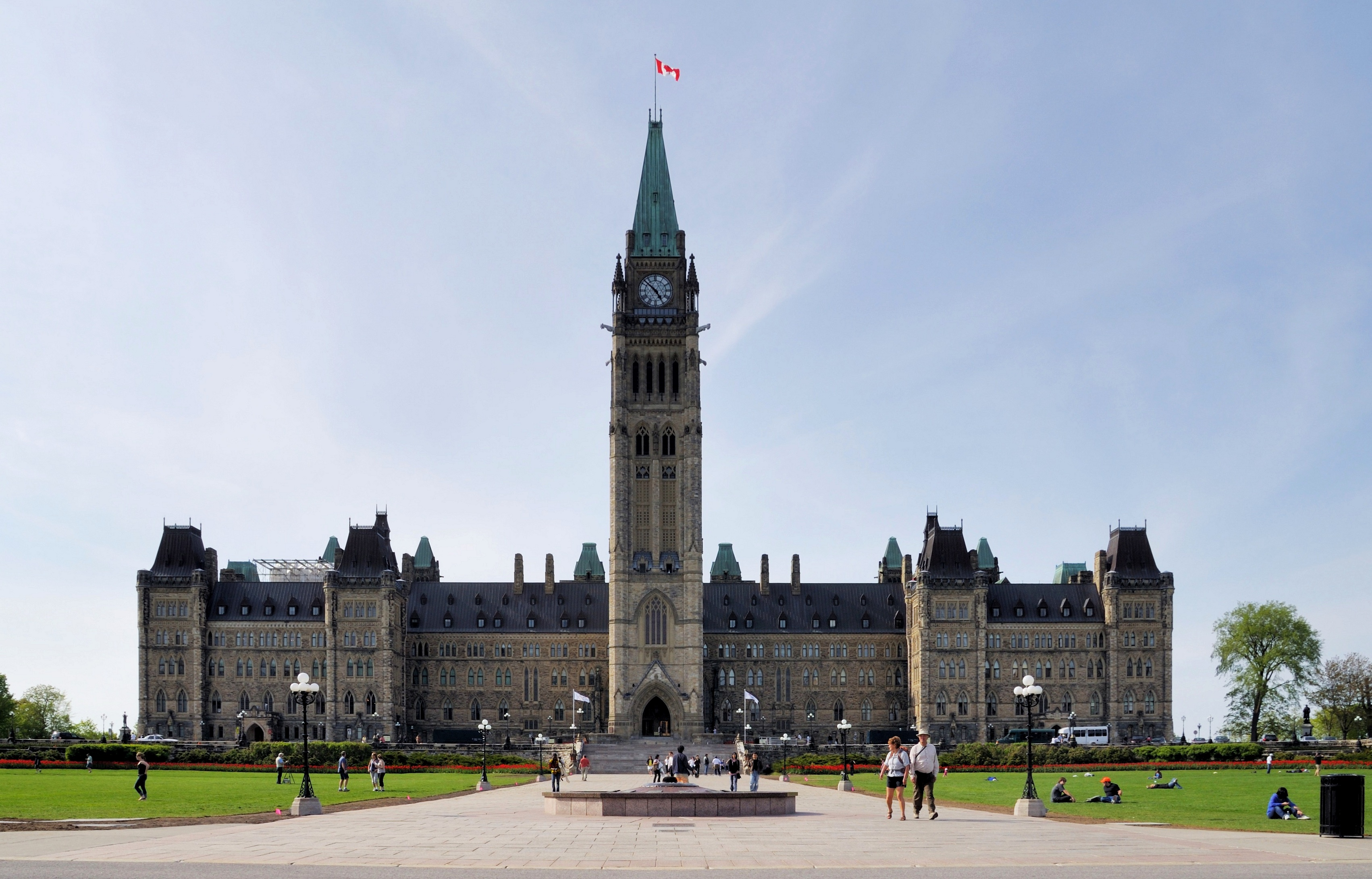
Exterior of Centre Block, Peace Tower

La Ley sobre las Lenguas Oficiales (en inglés Official Languages Act, en francés Loi sur les langues officielles) es una ley adoptada por el Parlamento de Canadá en 1969. Proclama al inglés y al francés lenguas oficiales del Estado federal canadiense.
La ley  prevé además que los ciudadanos tienen el derecho de recibir servicios de las administraciones federales o de las sociedades de la Corona y de ser oídos delante de un tribunal federal en la lengua oficial que deseen. Obliga al Parlamento federal a adoptar sus leyes y al Gobierno a publicar los textos reglamentarios en inglés y francés en aquellos que tengan un alcance oficial. Permite igualmente el uso del inglés y del francés como lenguas de trabajo en el seno de la función pública federal en ciertas regiones canadienses bilingües (como la región de Ottawa-Gatineau, Montreal y Nuevo Brunswick) así como en otras regiones canadienses y en ciertas oficinas del extranjero, a condición de que la demanda de servicios en una u otra las lenguas oficiales sea lo suficientemente alta.
Finalmente, crea el Comisariado para las lenguas oficiales (en inglés Office of the Commissioner of Official Languages, en francés Commissariat aux langues officielles), que se encarga de atender las quejas del público, hacer encuestas y proponer recomendaciones.
Los reglamentos y políticas de aplicación de la ley establecen perfiles lingüísticos (anglófono, francófono, bilingüe) para ciertas funciones de la administración federal. Los ministerios, agencias y organismos deben tener a su cargo una cierta cantidad de personas que puedan atender al público en una u otra de las lenguas oficiales. Los funcionarios monolingües reciben incentivos para aprender la otra lengua: el gobierno les proporciona formación lingüística o bien concede una prima al bilingüismo.